# Ludmilla Fiscina
Ludmilla Fiscina (Alagoinhas),  é uma política brasileira, filiada ao PV. 
Nas eleições de 2022, foi eleita deputada estadual pela BA.